# Encantadora (DC Comics)
Para el personaje de Marvel Comics, vea Encantadora.
Enchantress (la Encantadora en España) es una supervillana y antiheroina ficticia que aparece en los cómics estadounidenses publicados por DC Comics. Creado por Bob Haney y Howard Purcell, el personaje hizo su primera aparición en Strange Adventures # 187 (abril de 1966). El personaje, cuyo nombre real es June Moone, es una artista independiente que es poseída por una entidad originalmente conocida como Súcubo. La fusión resultante dio lugar a Enchantress, una poderosa hechicera considerada una de las practicantes de magia negra más peligrosas del Universo DC. El personaje a menudo ha sido representado como villana y antiheroína, estableciéndose como miembro de varios equipos como Shadowpact, Escuadrón Suicida y Centinelas de Magia. En continuidades más recientes, a menudo se la presenta como aliada y adversaria de la Liga de la Justicia Oscura y miembro recurrente del Escuadrón Suicida y un interés romántico de Killer Croc.
Enchantress haría una aparición en los principales medios de comunicación, interpretada por Cara Delevingne en la película del DC Extended Universe Suicide Squad de 2016 como June Moone y Enchantress, esta última representada como una entidad separada que posee su cuerpo. La entidad Enchantress también sería interpretada por Samantha Liana Cole en el programa Legends of Tomorrow, que forma parte de Arrowverso. Enchantress y June Moone también aparecen en el videojuego Injustice 2.

## Historia

### Origen
June Moone era una artista independiente que llevaba una vida normal hasta que cierto día ella y su novio Alan Dell van a una fiesta de disfraces a un "Castillo del Terror".
Las cosas se ponen caóticas cuando, uno a uno, los demás invitados son atacados por espectros invisibles. Durante la conmoción, June cae accidentalmente en una cámara secreta del castillo donde una entidad desconocida (más tarde conocido como Dzamor) le revela que su destino es más impresionante de lo que cree y le dice que pronuncie la palabra Enchantress, de esa forma June cambia radicalmente su apariencia y pasa de tener cabello rubio a tener cabello negro y estar vestida de otra forma, June se convierte en la poderosa hechicera Enchantress. Tras esto, Enchantress pelea contra un Minotauro en el castillo y lo derrota, también derrota a las entidades malignas y rescata a los demás invitados de la fiesta.
Posteriormente, June obtuvo un trabajo como profesora de parapsicología en Santa Augusta, donde era compañera de Linda Danvers (secretamente Supergirl). Enchantress descubrió que ahí se encontraba un poder omnipotente gracias a la convergencia de los planetas, Enchantress pensó que podía obtener para volverse más poderosa pero el poder era tan grande que causaba terremotos en la ciudad. Al darse cuenta de esto, Supergirl detuvo a Enchantress moviendo la Luna y deshaciendo la convergencia. Supergirl derrotó a Enchantress y descubrió que se trataba de su compañera June Moone, pero Enchantress borró la memoria de Supergirl haciendo que olvidara que June era la hechicera.

### Escuadrón Suicida
June es reclutada por Amanda Waller para unirse a la recién formada Task Force X (conocida más tarde como el Escuadrón Suicida) con la oferta de que ella mantendrá su lado malvado bajo control. En su primera misión, ella usa una enorme cantidad de energía mágica para derrotar a Brimstone, lo cual la lleva utilizar más poder de lo usual y temporalmente se vuelve verdaderamente malvada, dándole el control total a Enchantress. Durante su tiempo con el Escuadrón Suicida, el control de June Moon sobre Enchantress se vuelve más débil, y ella arruina al menos una misión debido a esto; su compañero Deadshot es el encargado de matarla en caso de que pierda el control. En algún momento, Madame Xanadu diagnostica que la pérdida de control de June se debe a que ella comenzó a usar sus poderes antes de que pudiera controlarlos, y la única manera de contrarrestar esto es no usarlos hasta que su aura, la cual la protege de las influencias malignas en la magia, recobre su poder. Madame Xanadu le da a June un collar que no puede quitarse, el cual, junto con un anillo puesto por otra persona, crea un bucle de retroalimentación como una medida temporal evitando que Enchantress use magia para el mal. June entonces descubre que su personalidad de Enchantress es, de hecho, una entidad maligna separada de otra dimensión fusionada con ella, no simplemente una manifestación de magia. Esta entidad es arrancada de ella por un demonio llamado Incubus, y poco después June desapareció del Escuadrón Suicida por razones desconocidas. Nada más se supo de June Moone o Enchantress por once años.

### Día del Juicio
Once años más tarde, después de una tormenta causada por la guerra en el Infierno, June se libera del Ostrander Mental Institute en Nueva Jersey, donde ha estado todo este tiempo. Ella se niega a unirse a los superhéroes que están luchando contra una invasión de demonios en la Tierra y en el Infierno, Enchantress recién liberada es poseída por Deadman para manipularla y ayudar a luchar en el Infierno. Una vez allí, la personalidad de Enchantress es asesinada por Sebastian Fausto como un acto puramente malvado, era la única forma de reavivar los fuegos del Infierno. Al ser asesinada Enchantress únicamente y no June, esto deja a esta última en un estado casi catatónico.

### JLA: Black Baptism
June Moone, en un estado semi-catatónico, está internada en el Elysium Fields Sanitarium fuera de Detroit. Fausto la saca del sanatorio y la reúne con Enchantress, que no había sido asesinado por él y se ha hecho pasar por "Anita Souleata", una súcubo que trabaja con un grupo de demonios de la Mafia para crear una puerta de acceso al infierno y resucitar a Hermes Trismegestus, un hechicero loco que quería destruir la vida en la Tierra. Cuando June y Enchantress se vuelven a combinar, se crea temporalmente una nueva entidad llamada Soulsinger, que se desvanece poco después, dejando atrás a Enchantress, una vez más una entidad separada, pero separada de sus poderes. June Moone está bajo la custodia del Doctor Occult.

### New 52
En 2011, DC Comics canceló todos sus títulos y relanzó 52 cómics nuevos como parte de The New 52. Uno de estos fue Justice League Dark, que presenta una serie de héroes sobrenaturales como Shade, Changing Man, Zatanna, John Constantine y Madame Xanadu que se unen para luchar contra una Enchantress loca que se ha separado de June Moone. Durante la crisis, los poderes de Enchantress comienzan a aparecer aleatoriamente en todo el mundo causando el caos: la Esfinge de Gizah cobra vida y ataca a los turistas y cientos de duplicados de June Moone parecen buscar el original. Mientras que la Liga de la Justicia intenta intervenir, Enchantress se manifiesta como un monstruo colosal formado por los cuerpos de cientos de June Moones y logra derrotar a Superman, Wonder Woman y Cyborg con facilidad. John Constantine deduce que Madame Xanadu dijo un conjuro que separó a June Moone de Enchantress y lee un conjuro que invierte el hechizo, reuniendo nuevamente a Enchantress y June Moone.

### Rebirth
Enchantress sirve como miembro del Escuadrón Suicida, y durante el arco de la historia de Black Vault, recuperan un objeto alienígena que sirve como portal a la Zona Fantasma. Sin embargo, una vez que lo devuelven a la penitenciaría de Belle Reve, provoca que todos los presos entren en un frenesí asesino, excepto Harley Quinn, quien al contrario recupera su cordura. June Moone libera a Enchantress que tampoco se ve afectada por ser una entidad mágica. Se las arregla para llevar a Harley Quinn a la Bóveda pero es incapacitada por el General Zod cuando él succiona el aire de sus pulmones. Zod atacó a June pero fue salvada por Killer Croc, posteriormente June y Killer Croc quedaron atrapados en la misma celda, al ser Killer Croc un asesino caníbal despiadado, June le preguntó por qué la había salvado, a lo que éste respondió que no quería comerla, lo cual es mucho decir de alguien que se come a todos. Pero con el frenesí asesino provocado en Black Vault, Killer Croc se abalanzó sobre June para morderla. Pero luego ambos fueron encontrados por Harley Quinn, quien se enteró de que June y Killer Croc en realidad habían hecho el amor en su celda.
En uno de los problemas, Amanda Waller recurrió a June Moone para ayudar a un general militar cuya casa había sido poseída por un demonio. Ella se convierte en Enchantress, pero termina maquinando con el demonio para escapar de Amanda Waller y destruir el mundo. Ella regresa a June para que el demonio retire el dispositivo de bomba y libere a Enchantress. Sin embargo, el demonio la ataca y la asusta. June, en venganza, desata magia y destierra al demonio, sin convertirse en Enchantress.
Durante la historia de Liga de la Justicia vs Escuadrón Suicida, Enchantress es enviada con el Escuadrón Suicida para evitar que un culto hunda una isla como sacrificio a su dios. La Liga de la Justicia llega y se enfrenta con el Escuadrón Suicida y ella derrota a Superman con facilidad una vez que se da cuenta de que es sensible a la magia. Cuando Maxwell Lord irrumpe en la Penitenciaría de Belle Reve junto con Rustam, Lobo, el Doctor Polaris, Emerald Empress y Johnny Sorrow, el Escuadrón Suicida original, amenaza a Maxwell Lord solo para ser abrumada rápidamente por sus poderes telepáticos.

## Caracterización
A pesar de haberse caracterizado por tener cierto desprecio por los hombres, June ha formulado romances con personajes a lo largo de su historia:
En los cómics, el primer interés amoroso de June en la publicación fue Alan Dell, quien se sintió atraído por el personaje de Enchantress sin saber que la Enchantress también era la propia June. Sebastian Fausto también apareció como uno de sus intereses amorosos; Fausto y June/Enchantress se conocieron por primera vez durante el Día del Juicio, donde la breve amistad de los dos se interrumpe cuando Fausto sacrifica a Enchantress para reavivar las llamas del Infierno en un intento por evitar que Asmodeus obtenga por completo el poder del Espectro. Atraído por June, Sebastian se siente culpable por sus acciones y se mantiene alejado cuando ella regresa con Alan. Algún tiempo después, regresa para ayudar a June cuando la separación de Enchantress y June la mata lentamente y expresa la esperanza continua de que los dos estén en una relación romántica si encuentra una manera de restaurar su personalidad de Enchantress para salvarla de la muerte. Finalmente, Fausto logra hacerlo mientras aparentemente se sacrifica en una batalla con un poderoso hechicero. Ragman reveló también que se había sentido atraído por Enchantress, aunque cuando la besó, ella rechazó con vehemencia sus avances. En continuidades recientes, Killer Croc también ha salido con Enchantress, ambos sutilmente empujados juntos por Amanda Waller como un medio para controlarlos a ambos más tarde mientras los dos establecían una conexión genuina. Esto llegaría a buen término cuando la vida de Killer Croc se apalanca contra June en su membresía de Suicide Squad Black, una contraparte mítica de Suicide Squad, cuando Waller la enfrenta a una versión reinventada de Sebastian Fausto (a quien ella no conoce). compartir un romance con en la nueva continuidad) y sus cohortes eco-terroristas junto con el resto del equipo, enfrentando manipulaciones similares.
En los medios, el interés amoroso más destacado de June es Rick Flag en DC Extended Universe, el primero elegido por Amanda Waller deliberadamente para que los dos formaran un vínculo estrecho y se convirtieran en amantes, lo que le permitiría tener influencia sobre los dos. Su relación llegaría a su fin en la secuela de Suicide Squad debido a la muerte de Rick Flag.

## Poderes y habilidades
Enchantress es una hechicera poderosa, considerada una de las villanas místicas más peligrosas para la comunidad de superhumanos y una de las practicantes de magia más peligrosas de la Tierra en el Universo DC junto a compañeros como el Mago y Sebastian Fausto. Posee una variedad de poderes mágicos que incluyen volar, la capacidad de atravesar paredes sólidas, la transformación de objetos y el poder de transformar su propia apariencia. Ella también podría transformarse en su estado mágico llamando a "Enchantress". Un aspecto único de su poder es su sensibilidad a la magia; Pudo vincularse a la esencia de Eclipso en la línea de la historia, Día de la Venganza, utilizando la conexión para comunicar los pensamientos de Eclipso al resto del grupo, y también ha rastreado místicamente al Espectro al adivinar su rastro mágico. También se la ha visto acceder de forma remota al poder de otro usuario de magia, como lo hizo cuando canalizó el poder de casi todos los seres mágicos en la Tierra a través de ella al Capitán Marvel para ayudarlo en su batalla con el Espectro, y nuevamente con Strega de los Pentáculo, aunque todos los magos con los que entró en contacto le permitieron aprovecharlos. Las representaciones posteriores del personaje en The New 52 también le otorgan suficiente poder para deformar la realidad a voluntad y es lo suficientemente poderosa como para derrotar a Superman en la batalla.
Si bien prefiere usar magia, June es considerada tanto una atleta promedio como una combatiente cuerpo a cuerpo.Ella también es una hábil artista y las encarnaciones recientes de June pueden invocar poderes mágicos sin invocar a la entidad Enchantress. Como hechicera, Enchantress tiene acceso a varios elementos arcanos: tiene posesión del "Herne-Ramsgate Cauldron" de Nightwitch, que le permite encontrar casi todas las criaturas mágicas del Universo DC. También se dice que su sombrero mágico oculta varios trucos mágicos en su interior.

## Otras versiones

### Flashpoint
En la línea de tiempo alternativa del arco de 2011 Flashpoint, Enchantress es miembro de los Siete Secretos. Se revela que ella es una traidora cuando convierte al Capitán Trueno en su forma mortal y luego matan a Billy Batson, aunque en esta etapa ya había asesinado a la mayor parte de los Siete Secretos, afirma que no le importa de qué lado está siempre y cuando ella pueda causar dolor y estragos. Enchantress es asesinada por Kal-El, quien aterriza sobre ella.

## En otros medios

### Televisión
- Enchantress aparece en "#OneEnchantedEvening", un episodio de la temporada 2 de la serie de televisión animada DC Super Hero Girls. Ella posee el cuerpo de June Moone (Ashley Spillers), una profesora de arte en la Escuela Secundaria Metrópolis, como parte de una estratagema para robar la magia del padre de Zatanna, John. El personaje tiene la voz de Kari Wahlgren.
- Enchantress aparece en el episodio de la quinta temporada de Legends of Tomorrow interpretada por Samantha Liana Cole. Esta versión es una maga inmortal con una historia previa que involucra a John Constantine. En el Antiguo Egipto, el Destino Cloto visitó a Enchantress para solicitar su ayuda para esconder una pieza del Telar del Destino. En 1918, Inglaterra, Enchantress escondió el fragmento en una pensión y se disfrazó de su anciana guardiana, la Sra. Hughes (interpretada por Marion Eisman). Constantine y Zari Tomaz de las Leyendas titulares y un grupo de personajes históricos malvados aparecen en la pensión en busca del fragmento, aunque el primero lo reclama primero y mata al segundo. Antes de irse, Constantine alude a la verdadera identidad de la Sra. Hughes, mientras que Enchantress insinúa en secreto que lo volverá a ver.
- Enchantress aparece en Harley Quinn, con la voz de Leila Birch. Esta versión es un miembro del "equipo A" del Escuadrón Suicida que luego entabla una relación con su compañero de escuadrón Killer Croc.
- Enchantress aparecerá en el anime Escuadrón Suicida Isekai, con la voz de la seiyū Shizuka Itō.[21]

### Películas
- Enchantress aparece en un cameo sin diálogo en la película animada Justice League: The Flashpoint Paradox.[22]
- June Moone/Enchantress aparece en la película de 2016 Escuadrón Suicida, interpretada por Cara Delevingne.[23][24] La Dra. June Moone es una arqueóloga que explora un templo antiguo cuando abre un tótem que contiene el espíritu de Enchantress. Entonces, Enchantress procede a poseer a June, y sólo obtiene el control total sobre su cuerpo cuando June pronuncia su nombre. June más tarde desarrolla una relación con el agente de las fuerzas especiales de Estados Unidos, Rick Flag. Amanda Waller la selecciona para el programa conocido como Escuadrón Suicida, pero termina por deshacerse de él en secreto y le roba el corazón a Waller y libera a su hermano, Incubus, donde él posee a Gerard Davis, un hombre de negocios de Midway City. Con él, ella intenta esclavizar a la Tierra usando sus poderes místicos, pero el Escuadrón se unen para derrotarla. Durante la confrontación, Enchantress trata de dominar al Escuadrón concediéndoles lo que más desean. Mientras Harley quiere reunirse con el Joker después de su aparente muerte y formar una familia y Deadshot quiere ir a Gótica a asesinar a Batman, El Diablo ve a través del hechizo y se libera para llevar a su sacrificio. Con una bomba colocada allí por Edwards, un agente de ARGOS, la máquina que pretendía usar para esclavizar la Tierra se destruye. Derrotada y sin energía, Enchantress le pide a Katana que la deje unirse a su hermano, pero Flag la detiene y le ordena que le devuelva a June o destrozará su corazón, entonces Enchantress lo amenaza diciendo que no tiene las fuerzas. Así que Flag aplasta el corazón, matándola y se retira no sin antes de que Deadshot le advierta que el cadáver de Enchantress se mueve, liberando a June.

### Videojuegos
- Aparece como personaje jugable en el videojuego para Wii U, 3DS y Microsoft Windows de 2013 Scribblenauts Unmasked: A DC Comics Adventure.
- También aparece en el videojuego para móviles DC Legends como personaje jugable.
- Enchantress es parte del Fighter Pack 3, como contenido descargable y personaje jugable para Injustice 2.[25] Con la voz de Erica Luttrell en su idioma original y Jessica Ángeles en español para Latinoamérica.

### Varios
- Enchantress aparece en la tercera temporada de DC Super Hero Girls, con la voz de April Stewart. Ella trabaja como maestra de arte en Super Hero High bajo el nombre de Señorita Moone.
- June Moone y Enchantress aparecen en la novelización de la película Suicide Squad. Si bien sus caracterizaciones siguen siendo las mismas, se revela que Enchantress una vez gobernó junto a Incubus como deidades incas, siendo comparada con Mama Quilla e Inti respectivamente.